# Шават (канал)
Шава́т (узб. Shovot, Шовот, туркм. Şabat, Шабат) — магистральный ирригационный канал в Хорезмской области Узбекистана и Дашогузском велаяте Туркменистана.

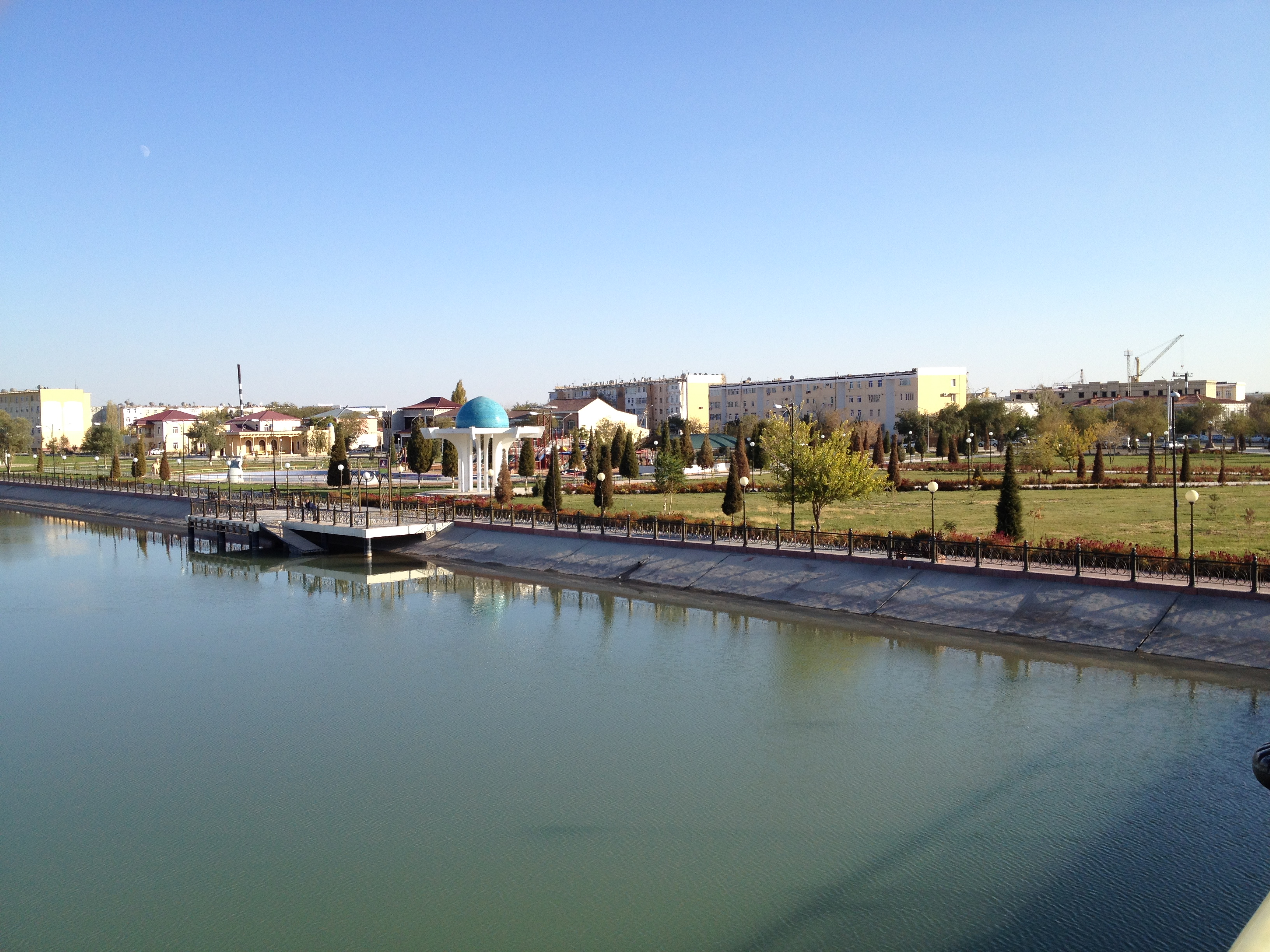
Набережная канала Шават в Ургенче, парк «Авеста»

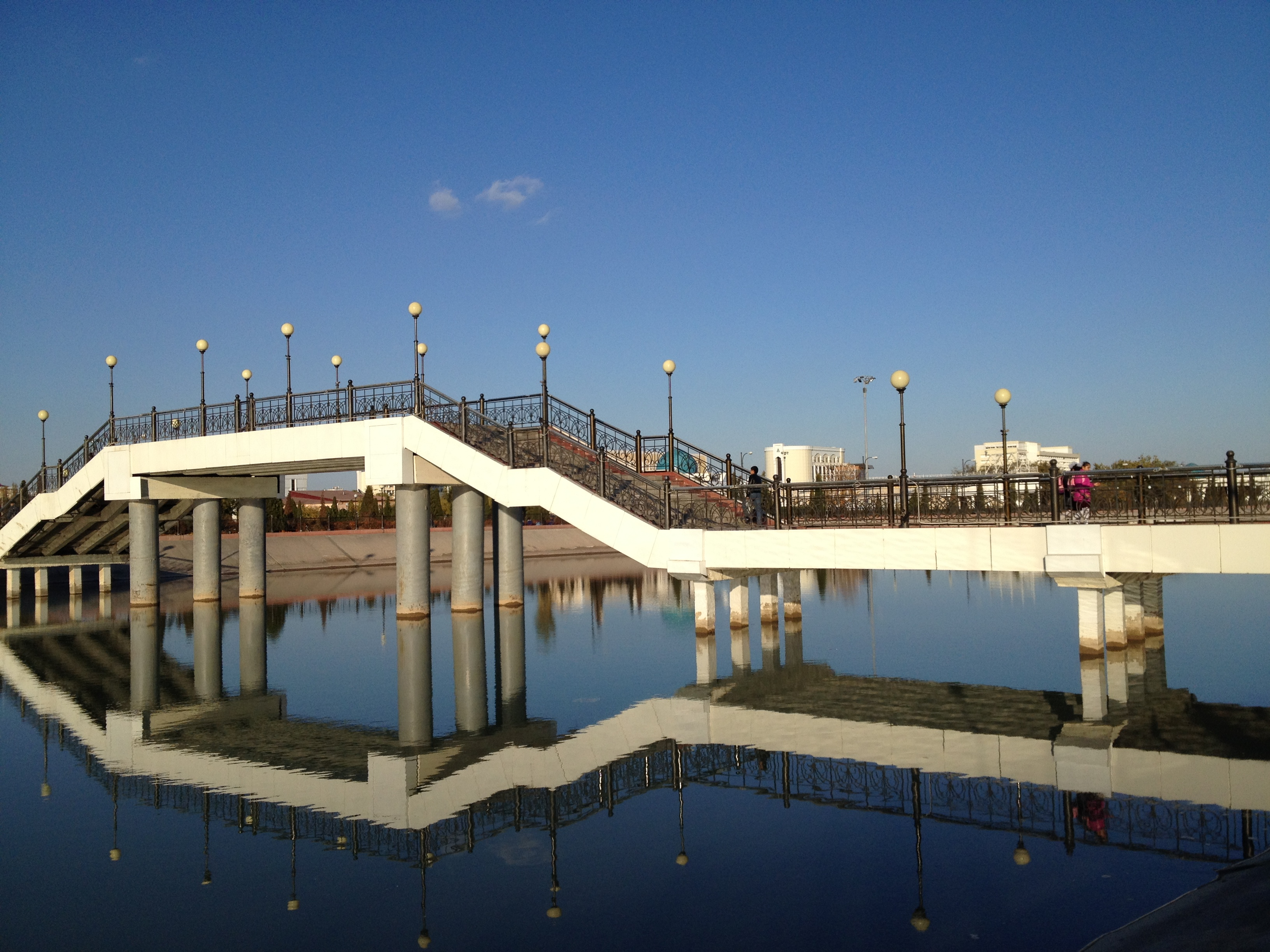
Новый пешеходный мост через Шават в парке «Авеста» (Ургенч)

Изначально являлся левым отводом Амударьи, в настоящее время связан с ней посредством канала Ташсака.

## Описание
Длина канала составляет 150 км, расход воды — 210 м³/с. Общая площадь орошаемых земель равна 112 000 га. На долю Узбекистана приходится 78 км длины канала и 37 000 га орошаемой площади, на долю Туркменистана — 72 км и 75 000 га соответственно. Течёт в общем восточно-западном направлении с некоторым уклоном к северу.
Магистральный канал-отвод Амударьи прорыт в XVII веке. Первоначально орошение было чигирным. В 1939—1940 году реконструирован. Орошение стало самотёчным: к руслу Шавата в 14,6 км от входа был подведён связующий с Амударьёй канал Ташсака. Сейчас Шават начинается в районе населённого пункта Топчи, где разделяются воды канала Ташсака (одновременно берёт начало канал Палван-Газават). Воды Амударьи поступают в Шават также по Карамазынскому и Машинному каналам, которые впадают ниже.
Проходит по территории Ханкинского, Ургенчского и Шаватского районов Хорезмской области, затем пересекает государственную границу и течёт по территории Дашогузского велаята. На берегах канала стоят города Ургенч, Шават, Дашогуз, Андалып.
На северо-западе Дашогузского велаята постепенно мелеет, разбираясь на отводы. Близ населённого пункта Пахтачилык оканчивается гидроузлом с водоотделителем, часть вод затем вливается в Озёрный коллектор Дружба. Северный из трёх образовавшихся каналов носит название Шават (Атаяп).

## Судоходство
Вплоть до Дашогуза судоходен для маломерных судов (глиссеров).